# Hyllisia albolineata
Hyllisia albolineata är en skalbaggsart som beskrevs av Stefan von Breuning 1940. Hyllisia albolineata ingår i släktet Hyllisia och familjen långhorningar. Inga underarter finns listade i Catalogue of Life.